# Фазан (рассказ)
«Фазан» (арм. Միրհավ) — рассказ Акселя Бакунца, вошедший в сборник «В тёмном ущелье» («Мтнадзор», арм. Մթնաձոր). По мотивам рассказа «Фазан» в 1975 году был снят фильм «Этот зелёный, красный мир», сценарий которого написал Грант Матевосян.

## Характеристика
Эта история — тонкая и трогательная картина красоты людей, придающих смысл жизни, тоски, придающей жизнь. Для стиля Бакунца характерна чрезмерная повествовательность, придающая речи прямоту, искренность, естественность, эмоциональность. Верхуш, который также присутствует в рассказе «Скромная девушка» (арм. Խոնարհ աղջիկը), имеет весьма целенаправленное применение в «Фазане». Миг прожитой жизни, неповторимая вспышка любви придали смысл всей жизни Дилана, теперь, под приятно согревающим осенним солнцем, память старого Дилана кажется сном наяву, который является исповедью в тайнах души перед тем, как сказать прощай жизнь. Это одна из уникальных историй Бакунца, в которой открытие красоты совершается в темном мире, той красоты, которую посторонний не замечает.

## Сюжет
В последние дни осени Дилан идет в сад, чтобы починить дверь и забор, согласно папиному обычаю. Сидя на осеннем солнце, Дилан вспоминает свои юные годы, свою первую любовь Сону, которая улетела, как птица, «оставив после себя грусть и горькие воспоминания». Опять же, почти нет слов для изображенной любви. Есть только приятно-теплая тишина, которая, впрочем, понятная тишина, потому что и Дилан, и Сона — мтнадзорцы, воспитанные по закону молчания, и понимают друг друга, не говоря ни слова.

### Описание
Вся история соткана в стиле пережития и тоски по прошлым жизненным ситуациям, что оживляет стареющее тело и душу, а также делает более болезненной суть любви, могущественной любви к жизни, всему тому, ради чего стоит жить в этом мире, потому что это переживание сопровождает сознание прощания с жизнью, с потерей. И по настроению, и по образам, и по характеру повествования вся повесть оставляет впечатление одухотворенной поэмы. Описание холодного и яркого осеннего дня, образ Дилана, отдыхающего на осеннем солнце и смотрящего в далекие горы, его память, посев, Сона, целительные зовы детства, окровавленный фазан, лесник и его хлыст настолько тонко сложен, переходы образов и цепь событий так далеки от последовательного повествования романной прозы, Бакунц бесспорно добивается нового художественного качества поэтической прозы.